# 인데버 우주왕복선

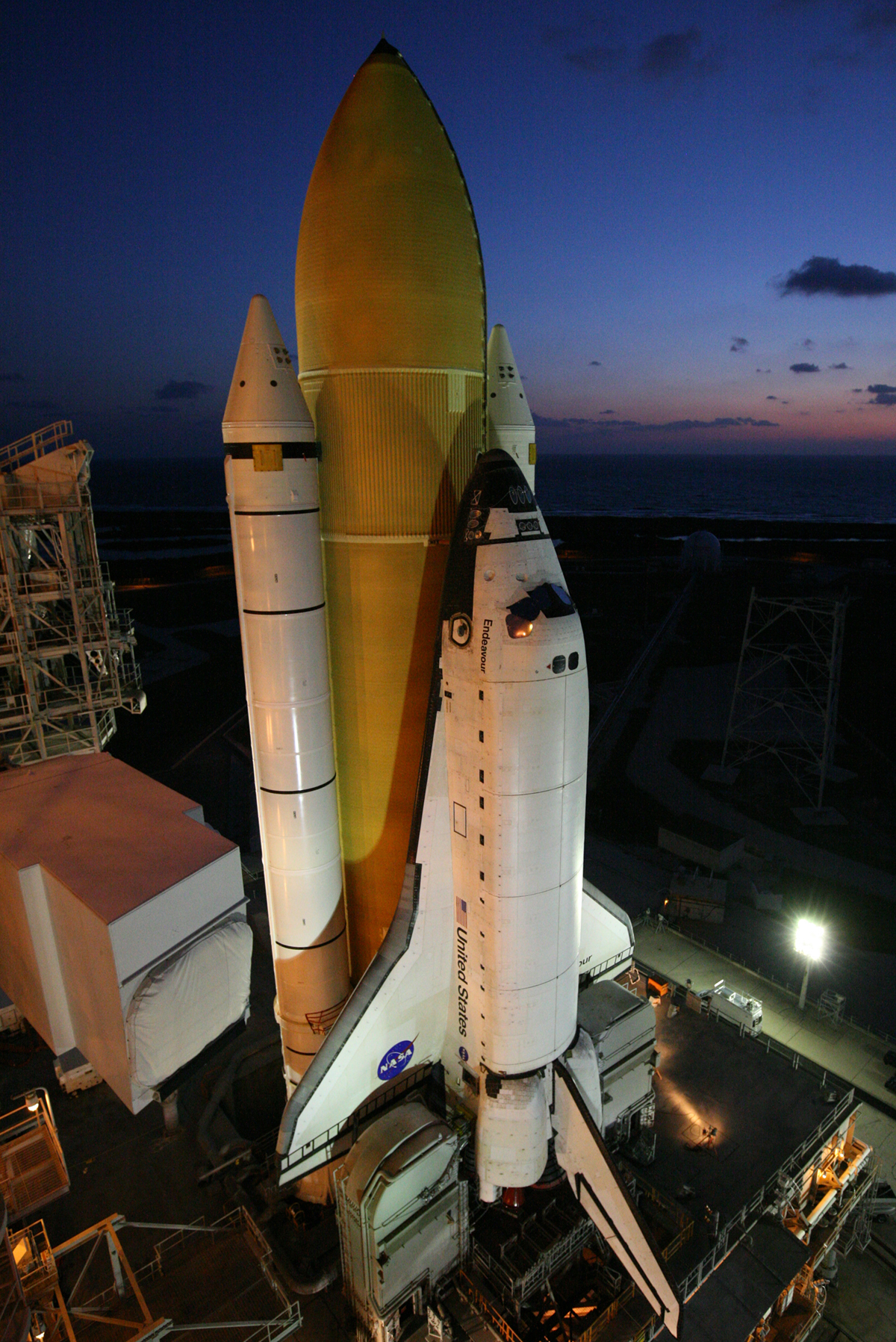
2008년 9월 19일, STS-126 임무를 위해 발사대기중인 인데버

인데버 우주왕복선( - 宇宙往復船, 영어: Space Shuttle Endeavor, 궤도선 제식번호: OV-105)는 미국 NASA의 퇴역한 우주왕복선 중 하나이다. 인데버는 NASA의 5번째이자 마지막으로 건조된 우주왕복선이다.
최초임무는 1992년 5월 7일의 STS-49 비행이었다.
인데버(Endeavor, '노력')라는 이름은 초등학생과 중학생이 참여하는 미국 내의 공모를 통해 선정되었다.
2011년 6월 1일 STS-134 미션을 마지막으로 퇴역하였다.

## 발사기록
- 2008년 11월 14일, 인데버호가 플로리다주에 위치한 케네디 우주 센터에서 발사되었다. STS-126 임무를 수행한다. 국제 우주 정거장을 위한 44번째 유인 우주선 발사이다.(en:List of human spaceflights to the ISS 참고)